# Germaine Wallon
Pour les articles homonymes, voir Wallon (homonymie).
Germaine Wallon, née Germaine Roussey, est une chercheuse française en psychologie de l'enfant, née le 25 février 1893 à Gray (Haute-Saône) et morte le 25 mars 1953 à Paris 18e.

## Biographie
Fille de Joseph Roussey né en 1850 en Franche Comté , tourneur sur métaux et ancien sous-officier, et de Marie-Françoise Harrière née en 1862 en Franche Comté, Germaine Wallon-Rousset est l'épouse et la collaboratrice du psychologue Henri Wallon, de 1917 à 1953. Le couple n'a pas eu d'enfants. 
Elle travaille aux côtés de son mari dès l'installation de sa consultation médico-pédagogique en 1921 à Boulogne-Billancourt, puis lors de la création en 1927 du laboratoire de psychologie de l'enfant et de son rattachement à l'École pratique des hautes études, et ensuite au laboratoire de psychobiologie de l'enfant de la rue Gay-Lussac, actif entre 1922 et 1962. Elle collabore notamment avec André Ombredane, René Zazzo, Bianka Zazzo, Hélène Gratiot-Alphandéry, Eugénie Évart-Chmielniski et Cécile Beizmann. 
Elle présente en tant que coauteur avec son mari une communication sur La représentation des formes et l'apprentissage des labyrinthes à la 7ème Conférence internationale de psychotechnique en septembre 1931 à Moscou. En 1946, elle prononce un discours en hommage à Eugénie Cotton pour l'Union des femmes françaises.

## Travaux
Germaine Wallon a notamment publié un ouvrage intitulé Les notions morales chez l'enfant en 1949. Celui-ci a été réédité en 1959, puis de nouveau en 2015, sous la direction d'Émile Jalley et de Philippe Wallon.
L'auteur fait une étude comparative, au point de vue des différentes valeurs du jugement moral, en montrant leurs ressemblances et leurs différences, chez garçons et filles d'âge scolaire: méchanceté, bonté, bravoure, malhonnêteté, action honteuse.
Les conclusions originales sur la relative autophilie sexuelle de la morale enfantine se prêtent à d'intéressantes comparaisons sur ces points de vue avec les vues classiques de la psychanalyse, ainsi qu'avec la perspective de Jean Piaget sur le jugement moral en 1932, mais aussi avec les travaux d'autres auteurs comme René Zazzo ou Lawrence Kohlberg.

## Publications
- Les notions morales chez l'enfant, essai de psychologie différentielle : filles et garçons, Paris, PUF, [1949] 1959, rééd. par Émile Jalley et Philippe Wallon, Paris, L'Harmattan, 2015.